# Сокольническая площадь
Соко́льническая пло́щадь — площадь, расположенная в районе Сокольники Восточного административного округа Москвы. Проходит от Русаковской улицы до Сокольнической Заставы. Представляет собой эспланаду от вестибюля станции метро «Сокольники» Сокольнической линии до главного входа в парк «Сокольники».

## Расположение
Сокольническая площадь является по сути пешеходным бульваром с автомобильными проездами, начинающимся от Русаковской улицы. С юго-запада (по чётной стороне) к площади примыкают Сокольнический и Песочный переулки, с северо-востока (по нечётной стороне) — 4-й Полевой переулок. Заканчивается у площади Сокольническая Застава, где соединяются улицы Сокольнический Вал и Олений Вал (части бывшего Камер-Коллежского вала), за которыми продолжается как Сокольнический Павильонный проезд в парке «Сокольники».

## История
Площадь была образована 6 сентября 1983 года из части Русаковской улицы и части площади Сокольническая Застава и получила название по парку «Сокольники» и Сокольническим улицам. Русаковская улица получила современное название в память об Иване Васильевиче Русакове, до 1921 или 1922 года называлась Сокольническое шоссе по расположению на территории бывшего Сокольнического поля. Площадь Сокольническая Застава (также называлась площадь Сокольнической Заставы) образовалась в XIX веке на месте заставы у ворот Камер-Коллежского вала на участке, примыкавшем к Сокольничьей роще.
С 9 декабря 2017 года по февраль 2023 года площадь была закрыта для движения транспорта в связи со строительством станции метро «Сокольники» Большой кольцевой линии.

## Примечательные здания и сооружения
- вестибюль станции метро «Сокольники» Сокольнической линии
- вестибюли станции метро «Сокольники» Большой кольцевой линии.

### Нечётная сторона
- № 7 — бывший театр-варьете «Тиволи», бывший кинотеатр «Луч», ныне Дом молодёжи и общество по охране памятников. Мемориальная доска о выступлении В. И. Ленина 7 ноября 1920 года на пленуме Сокольнического районного совета рабочих и красноармейских депутатов. Памятник архитектуры регионального значения[8];
- № 9 — торговый центр «Русское раздолье».

### Чётная сторона
- № 4А — торговый центр «Русское раздолье»;
- № 6 — храм Воскресения Христова в Сокольниках.

## Транспорт
У южной оконечности площади располагаются вестибюли станций метро «Сокольники» Сокольнической линии и Большой кольцевой линии. Поблизости от них располагаются остановки трамваев 4, 7, 13, 25, 43, автобусов т32, м60, е66, с633, 78, 265, 604, 975, н15. Под площадью располагается станция метро «Сокольники» Большой кольцевой линии. У северной оконечности площади (со стороны главного входа в парк «Сокольники») на площади разворачиваются автобусы 40, 140 и останавливается автобус 75.

## Фотогалерея
| - Магазин «Зенит» - Храм Воскресения Христова - Главный вход ПКиО «Сокольники» - Бывший театр-варьете «Тиволи», ныне Дом молодёжи - Аллея между станцией метро и главным входом в парк - Строительство станции «Сокольники» Большой кольцевой линии 30 апреля 2022 года |